# Hagos Gebrhiwet
Hagos Gebrhiwet (en amárico: ሓጎስ ገብረሂወት, Tsaida Imba, 11 de mayo de 1994) es un deportista etíope que compite en atletismo, especialista en las carreras de fondo.
Participó en dos Juegos Olímpicos de Verano, obteniendo una medalla de bronce en Río de Janeiro 2016, en la prueba de 5000 m, y el undécimo lugar en Londres 2012, en la misma prueba.
Ganó dos medallas en el Campeonato Mundial de Atletismo, en los años 2013 y 2015, y una medalla de oro en el Campeonato Mundial de Atletismo en Ruta de 2023.

## Palmarés internacional
| Juegos Olímpicos           | Juegos Olímpicos        | Juegos Olímpicos  | Juegos Olímpicos |
| Año                        | Lugar                   | Medalla           | Prueba           |
| -------------------------- | ----------------------- | ----------------- | ---------------- |
| 2016                       | Río de Janeiro (Brasil) | Medalla de bronce | 5000 m           |
| Campeonato Mundial         |                         |                   |                  |
| Año                        | Lugar                   | Medalla           | Prueba           |
| 2013                       | Moscú (Rusia)           | Medalla de plata  | 5000 m           |
| 2015                       | Pekín (China)           | Medalla de bronce | 5000 m           |
| Campeonato Mundial en Ruta |                         |                   |                  |
| Año                        | Lugar                   | Medalla           | Prueba           |
| 2023                       | Riga (Letonia)          | Medalla de oro    | 5 km             |